# Sursis pour un vivant
Pour plus de détails, voir Fiche technique et Distribution.
Sursis pour un vivant (Pensione Edelweiss) est un film franco-italien réalisé par Ottorino Franco Bertolini et Víctor Merenda réalisé en 1958 et sorti en 1959.
Le film suit Jean Monnier, un auteur dramatique, qui a un accident de voiture qu'il a recherché. La presse y voit une tentative de suicide. Encore à l'hôpital, il reçoit alors la visite d'un démarcheur qui vient lui proposer un service très spécial : un séjour dans une pension de laquelle on s'engage à  ne pas ressortir vivant. « Une pension dont hélas aucun client ne peut faire la publicité de l'excellence du service rendu » déplore le démarcheur en quittant la chambre d'hôpital.

## Synopsis
À la suite d'un accident de la route qui a failli lui coûter la vie, Jean Monnier (Henri Vidal), un auteur dramatique, est hospitalisé.  Il reçoit la visite d'un démarcheur. Celui-ci lui affirme être convaincu que son accident était une tentative de suicide, qu'il a ratée par manque de courage. Il lui propose alors un étrange contrat: entrer pour un séjour dans une pension montagnarde, Les Edelweiss, dont il est garanti de ne pas sortir vivant. Il s'agit en fait d'un service d'euthanasie en toute discrétion. Monnier accepte, plus par curiosité que par volonté suicidaire.
Arrivé sur place il rencontre le propriétaire de cette pension, Borcher (Lino Ventura), un curieux personnage toujours armé de son fusil de chasse. Il le met au courant des horaires des repas, enregistre le chèque de Monnier, mais refuse de lui indiquer le moment et les moyens de son euthanasie à venir. 
Borcher présente ensuite à son nouvel hôte les autres pensionnaires. Il y a là un certain von Funk, ancien général de l'armée allemande, une demoiselle Orsay, ancienne danseuse de cabaret, un peintre, Miss Antonella Asheville, une romancière américaine, un Signor Dragoni, ténor de la Scala de Milan, et une Nadia Rakesy. 
Monnier sympathise rapidement avec Nadia. 
Lorsque Borcher joue un air étrange au piano, Nadia et la danseuse mettent Monnier au courant du cérémonial de la maison : le propriétaire joue cet air quand, pour l'un des pensionnaires, l'heure de « s'en aller » est toute proche. Monnier apprend aussi que l'ordre des « départs » est aléatoire : il découvre que le général allemand revêt son uniforme chaque soir où il entend l'air mystérieux, pour pouvoir mourir en soldat. Monnier se montre incrédule : il a en effet de la peine à croire que Borcher tuerait ses clients. Nadia, de son côté, en pleurs, lui avoue qu'elle ne veut plus mourir. Elle le supplie de l'aider.
Malgré son scepticisme, au matin, Monnier doit constater une disparition : celle  du ténor  suivi quelques jours plus tard de Miss Asheville.
Au fil des jours, Monnier et Nadia tombent amoureux l'un de l'autre. Nadia n'ayant ainsi plus aucune envie de mourir et Monnier s'étant rendu compte qu'il ne s'agit en rien d'une farce, Monnier se rend auprès de Borcher et lui fait part de son désir de quitter la pension avec Nadia. Devant le refus de Borcher, Monnier lui annonce qu'ils partiront quand même. mais s'évader s'avère plus difficile que prévu. La pension est située en haute montagne, la neige a coupé les routes et le seul moyen de descendre est un télébenne, dont la clé demeure introuvable. Pendant ce temps-là, chacun à leur tour, tous les autres pensionnaires disparaissent. Monnier et Nadia restent seuls en compagnie du personnel de la pension.
Une nuit, Monnier parvient toutefois à voler la clé du téléphérique. Les deux amants s'évadent et regagnent Paris.
Le lendemain, Borcher arrive à Paris et, profitant d'une absence de Monnier, il enlève Nadia et la ramène à la pension. À son retour, furieux, Monnier, muni d'un pistolet, retourne lui aussi à la pension. C'est alors qu'il découvre enfin son secret.

## Fiche technique
- Titre original : Pensione Edelweiss
- Réalisation : Ottorino Franco Bertolini, Víctor Merenda
- Scénario et dialogues : Frédéric Dard d'après la nouvelle Thanatos palace hôtel d'André Maurois
- Directeur de la photographie : Quinto Albicocco
- Musique : Daniel White
- Pays de production :  Italie,  France
- Genre : Thriller
- Durée : 88 minutes
- Date de sortie en salles : 10 mars 1959 (France)

## Distribution
- Henri Vidal (VF : lui-même) : Jean Monnier
- Dawn Addams (VF : Nadine Alari) : Nadia Rakesy
- Lino Ventura (VF : lui-même) : Borcher, propriétaire de la pension
- Lauretta Masiero : Mademoiselle Orsay, la danseuse
- Howard Vernon (VF : lui-même) : Général von Funk
- Marco Guglielmi (VF : Roger Rudel) : Jérémie Rinchet, le peintre
- Giacomo Furia (VF : Serge Nadaud) : Dragoni, le ténor
- Silvio Bagolini (VF : Jacques Marin) : Le démarcheur
- Benedetta Rutili (VF : Jacqueline Ferrière) : Rosine, la cuisinière de la pension
- Fortunia : Mademoiselle Antonia Ashville
- Liliana Rondoni : l'infirmière
- John Kitzmiller (VF : Georges Hubert) : Bougron, un employé de la pension

## Autour du film
- Le film est une adaptation d’une nouvelle d’André Maurois. Thanatos Palace hotel.
- Par une curieuse ironie de l'histoire, Henri Vidal, l'interprète du personnage principal, mourra d'une overdose quelques mois après ce film .